# San Dimas (Stany Zjednoczone)
San Dimas – miasto w Stanach Zjednoczonych, w stanie Kalifornia, w hrabstwie Los Angeles. W 2010 zamieszkiwało je 33 371 osób. Miasto leży na wysokości 291 metrów n.p.m. i zajmuje powierzchnię 39,957 km².
Prawa miejskie uzyskało 4 sierpnia 1960.